# 傍聴
傍聴（ぼうちょう）とは会議や裁判などについて、傍で議論等を聞くこと。

## 概要
傍聴には席に限りがある。傍聴者が席より少なければ希望通り傍聴できるが、傍聴希望者が多い場合は抽選などになることもある。

## 会議における傍聴
衆議院や参議院、都道府県や区市町村などの地方公共団体の議会において、傍聴が可能である。

### 衆議院および参議院
衆・参議院本会議を傍聴するには、一般傍聴券又は議員紹介券が必要である。一般傍聴券は、衆議院・参議院各面会受付所（傍聴受付窓口）にて当日分を先着順で配布している。
なお、2001年10月9日よりアメリカ同時多発テロ事件の影響で一般人の傍聴は中止されていたが、2009年11月6日から再開している。
委員会や調査会については、衆・参院議員の紹介により委員長や調査会の会長の許可を得られれば、一般人の傍聴が出来る。

### 地方公共団体
都道府県や区市町村議会での定例会や委員会においては、原則的に公開されており、傍聴が可能である。
なお、託児所を設けて子育て中の親の傍聴を可能にしたり、手話通訳を行っていたりと、配慮をしている自治体が目立つ。

## 裁判における傍聴
日本国憲法第37条・日本国憲法第82条で判決は公開をしなければならず、対審は原則として公開とすることが規定されている。憲法第82条では政治犯罪、出版に関する犯罪又はこの憲法第三章で保障する国民の権利が問題となっている事件を除き、裁判官の全員一致で公の秩序又は善良の風俗を害する虞があると決した場合には、対審は非公開とすることができると規定されており、対審非公開となった場合は傍聴することができない。
裁判傍聴は、原則として、休日を除く平日の午前10時から午後5時までの間、各裁判所において行うことができる。傍聴に費用は必要なく、原則として誰でも傍聴することができる。法廷が開かれていれば事前の申し込みは不要であり、傍聴人入り口から法廷に入ることで傍聴することができる。行われている裁判の種類等については、法廷の入り口に掲示されている開廷表で確認することができるほか、裁判所によっては玄関ホール等に開廷表を備え付けている場所もある。
裁判においては世間の注目を集めた事件の裁判では傍聴希望者が殺到することがある。傍聴希望者が多い裁判では傍聴券交付手続が行われ、指定された場所に集合時間までに行き、傍聴券を入手する必要がある。司法記者クラブなど報道陣向けの傍聴席は一定数確保されているが、席に制限があるため、マスコミは一般の傍聴席からもさらに席を確保しようとアルバイトを雇って、抽選に並ばせる方法を取ることがある。
2002年11月以降、犯罪被害者保護法によって一定の事件については当該被害者は優先的に傍聴席で傍聴できるようになった。
法廷画家はマスコミが確保した席か専用の法廷画家席を利用する。

### 傍聴希望者が多い裁判の例
基本的に、一般人の個人名は伏せるものとする（ただし、本人が書籍などを出版するなどしていた場合や、該当の記事ページで本名が掲載されている場合には表記する）。
| 裁判                     | 被告人     | 公判                   | 期日           | 人数    | 席   | 倍率    | 備考                                                            | 出典   |
| ------------------------ | ---------- | ---------------------- | -------------- | ------- | ---- | ------- | --------------------------------------------------------------- | ------ |
| オウム真理教事件         | 麻原彰晃   | 東京地裁 初公判        | 1996年4月24日  | 12292人 | 48席 | 256.1倍 |                                                                 | [ 4 ]  |
| 覚せい剤取締法違反       | 酒井法子   | 東京地裁 初公判        | 2009年10月26日 | 6615人  | 20席 | 330.8倍 | 女性及び芸能人としては最多人数。                                | [ 5 ]  |
| 和歌山毒物カレー事件     | 林眞須美   | 和歌山地裁 初公判      | 1999年5月13日  | 5220人  | 45席 | 116.0倍 | 事件前に無名だった被告人の裁判としては最多人数。                | [ 6 ]  |
| オウム真理教事件         | 中川智正   | 東京地裁 初公判        | 1995年10月24日 | 4158人  | 56席 | 74.3倍  |                                                                 | [ 7 ]  |
| ロッキード事件           | 田中角栄   | 東京地裁 判決公判      | 1983年10月12日 | 3904人  | 52席 | 75.1倍  | 懲役5年追徴金5億円求刑に対し、懲役4年追徴金5億円の有罪判決。    | [ 8 ]  |
| 光市母子殺害事件         |            | 第2次広島高裁 判決公判 | 2008年4月22日  | 3886人  | 26席 | 149.5倍 | 死刑求刑に対し、死刑判決。                                      | [ 9 ]  |
| 覚せい剤取締法違反       | 清原和博   | 東京地裁 初公判        | 2016年5月17日  | 3769人  | 20席 | 188.5倍 |                                                                 | [ 10 ] |
| オウム真理教事件         | 遠藤誠一   | 東京地裁 初公判        | 1995年11月14日 | 3163人  | 56席 | 56.5倍  |                                                                 | [ 11 ] |
| オウム真理教事件         | 青山吉伸   | 東京地裁 初公判        | 1995年10月18日 | 3076人  | 56席 | 54.9倍  |                                                                 | [ 12 ] |
| 秋田児童連続殺害事件     |            | 秋田地裁 判決公判      | 2008年3月19日  | 2978人  | 27席 | 114.5倍 | 被害児童の母親を犯人として起訴。 死刑求刑に対し、無期懲役判決。 | [ 13 ] |
| ロス疑惑                 | 三浦和義   | 東京地裁 第5回公判     | 1986年3月18日  | 2756人  | 29席 | 95.0倍  | 殴打事件の共犯の法廷証言。                                      | [ 14 ] |
| 覚せい剤取締法違反       | ASKA       | 東京地裁 初公判        | 2014年8月28日  | 2646人  | 21席 | 156.0倍 |                                                                 | [ 15 ] |
| オウム真理教事件         | 土谷正実   | 東京地裁 初公判        | 1995年11月10日 | 2542人  | 56席 | 45.4倍  |                                                                 | [ 16 ] |
| オウム真理教事件         | 早川紀代秀 | 東京地裁 初公判        | 1995年12月13日 | 2391人  | 54席 | 44.3倍  |                                                                 | [ 17 ] |
| 足立区女性整体師刺殺事件 |            | 東京地裁 初公判        | 2009年8月3日   | 2382人  | 58席 | 41.1倍  | 初めて裁判員制度が適用された事件。                              | [ 18 ] |
| 新潟少女監禁事件         |            | 新潟地裁 初公判        | 2000年5月23日  | 2272人  | 27席 | 84.1倍  |                                                                 | [ 19 ] |
| 押尾学事件               | 押尾学     | 東京地裁 初公判        | 2009年10月23日 | 2232人  | 20席 | 111.6倍 | 女性死亡事案ではなく、自身のMDMA服用事案。                      | [ 20 ] |
| 麻薬取締法違反           | 沢尻エリカ | 東京地裁 初公判        | 2020年1月31日  | 2229人  | 19席 | 117.3倍 |                                                                 | [ 21 ] |
| 陸山会事件               | 小沢一郎   | 東京地裁 初公判        | 2011年10月6日  | 2146人  | 49席 | 43.8倍  | 検察審査会強制起訴制度適用事件。                                | [ 22 ] |
| 附属池田小事件           | 宅間守     | 大阪地裁 判決公判      | 2003年8月28日  | 2107人  | 32席 | 65.8倍  | 死刑求刑に対し、死刑判決。                                      | [ 23 ] |
| ライブドア事件           | 堀江貴文   | 東京地裁 初公判        | 2006年9月4日   | 2002人  | 61席 | 32.8倍  |                                                                 | [ 24 ] |